# Соловьёв, Алексей Михайлович
Алексе́й Миха́йлович Соловьёв (род. 3 ноября 1981, Ханты-Мансийск) — российский биатлонист, участник Кубка мира, двукратный чемпион всемирной Универсиады (2003 и 2005), чемпион России, призёр чемпионата мира и чемпион Европы среди юниоров. Мастер спорта России международного класса (2002).

## Биография
Представлял Центр спортивной подготовки г. Ханты-Мансийска. Занимался лыжными гонками и биатлоном в СДЮСШОР г. Ханты-Мансийска, первый тренер — Сивков Валерий Павлович, также тренировался под руководством В. В. Брагина и В. П. Захарова.

### Юниорская карьера
Призёр первенства России по лыжным гонкам (1997), чемпион и призёр всероссийских соревнований по биатлону (1999), участник Европейских юношеских игр. Победитель первенства России по биатлону (2000).
На юниорском чемпионате Европы 2001 года в От-Морьенне стал победителем в эстафете, выиграл серебряные медали в гонке преследования и был четвёртым в спринте и индивидуальной гонке. На чемпионате мира среди юниоров 2001 года в Ханты-Мансийске стал серебряным призёром в эстафете, бронзовым — в индивидуальной гонке и гонке преследования, а в спринте занял восьмое место.

### Взрослая карьера
Дебютировал в Кубке мира в сезоне 2001/02 на этапе в Оберхофе, занял 54-е место в спринте, в этом сезоне участвовал ещё в нескольких этапах. Также принимал участие в одном этапе в сезоне 2003/04 и в двух — в сезоне 2005/06. Очков в зачёт Кубка мира не набирал, лучший результат — 41-е место в гонке преследования на этапе в Контиолахти в сезоне 2005/06.
На Кубке Европы участвовал с сезона 2002/03, в том же сезоне дважды побеждал в спринтерских гонках на этапах в Обертиллиахе и Валь-Риданна, ещё дважды был призёром этапов в личных видах. Одержал одну победу в эстафете в сезоне 2004/05. Последние гонки в Кубке Европы провёл в сезоне 2006/07. Участвовал в чемпионате Европы 2004 года в Минске, стартовал только в индивидуальной гонке и пришёл к финишу 12-м.
Участвовал в двух всемирных зимних Универсиадах — в 2003 и 2005 годах, на обеих становился победителем в эстафете.
С 2007 года участвовал только в российских соревнованиях. Стал чемпионом страны 2007 года в эстафете, бронзовым призёром в эстафете в 2003 году. Также неоднократно был чемпионом России по летнему биатлону, в том числе в 2003, 2005 и 2009 годах — в эстафетах.
Завершил спортивную карьеру в 2010 году. Имеет первую категорию судьи соревнований по биатлону.
Окончил Югорский государственный университет (2006).